# Seznam kostariških pesnikov
Seznam kostariških pesnikov.

## C
- Alfonso Chase
- Luis Chaves
- Adriano Corrales

## D
- Julieta Dobles

## F
- Guillermo Fernández

## G
- Jorge Gallardo

## I
- Ana Istarú

## M
- María Montero

## S
- Oswaldo Sauma
- Camila Schumacher

## V
- Jorge Arturo Venegas

## Z
- José María Zonta